# Batalla campal

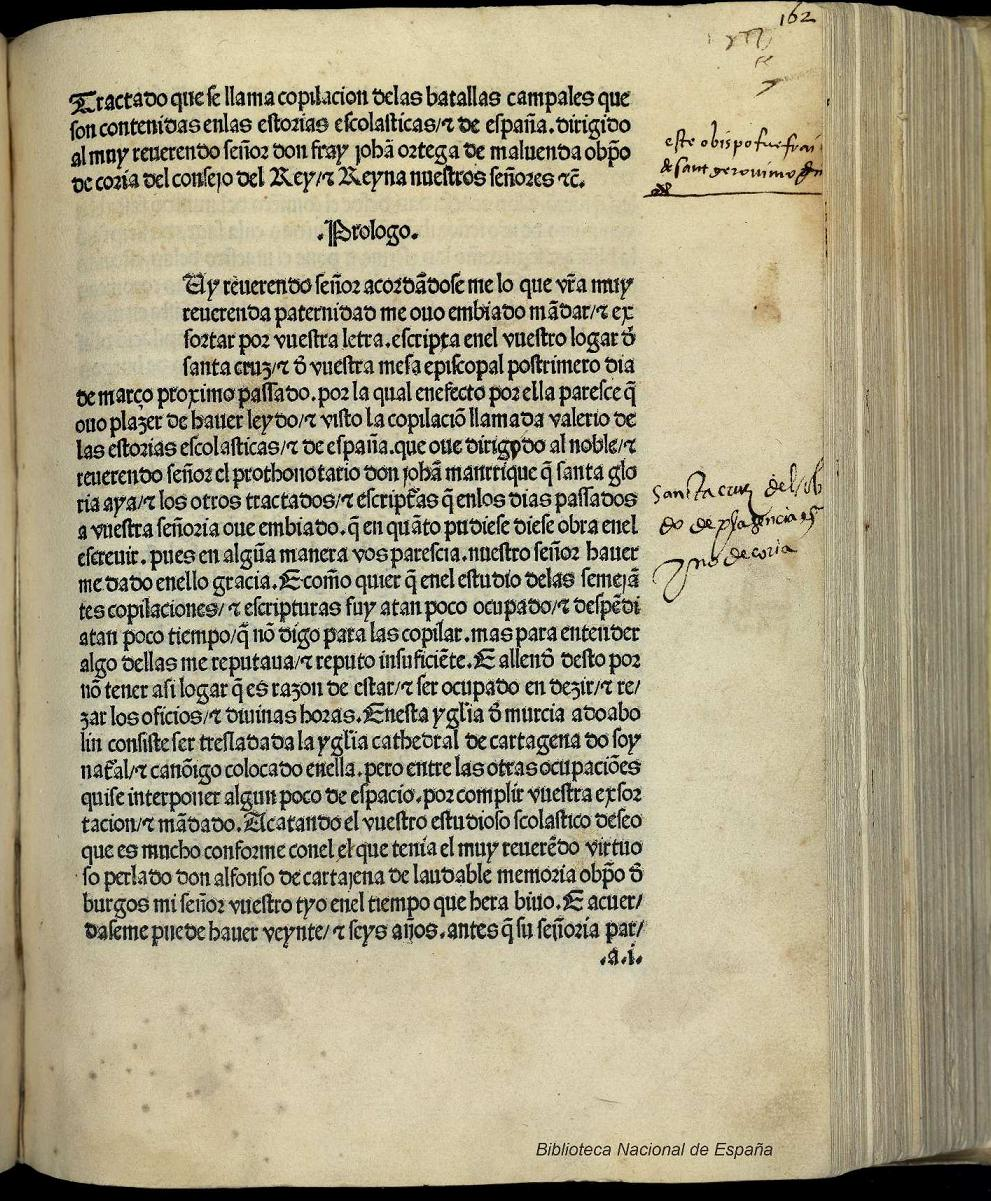
Compilación de las batallas campales, libro publicado en Murcia en 1487

Una batalla campal es una batalla en la que ambos ejércitos eligen luchar en una localización elegida y en un momento determinado y donde cada facción tiene la opción de abandonar antes de que la batalla comience, o poco después del primer choque armado.
No es un encuentro azaroso como una escaramuza, ni tampoco fuerzan a un ejército a luchar como sucede en un asedio. Por ejemplo: la primera batalla campal de la guerra civil inglesa ocurrió cuando los monárquicos eligieron trasladarse de una zona escarpada a una posición menos ventajosa, de modo que los parlamentaristas estuvieran dispuestos a luchar, esta fue la batalla de Edgehill. En cambio la batalla de Gettysburg, durante la guerra civil americana, comenzó por casualidad como escaramuza, pero como ambos generales eligieron reforzar sus posiciones en vez de retirarse, convirtieron lo que era inicialmente una escaramuza en una batalla campal.
Ahora bien, de modo coloquial, muchos medios de comunicación utilizan el término "batalla campal" para referirse a una trifulca. Por ejemplo, si los integrantes de dos equipos de fútbol pelean a golpes, un medio de comunicación puede afirmar que se trató de una batalla campal entre los jugadores.
En la historia bélica se encuentran muchas batallas campales que resultaron cruciales para el desarrollo de la civilización.
Por ejemplo: 
- La batalla de Issos
- La batalla de Zama

Por mencionar algunas.

## Simuladores
Existen varios videojuegos que pueden considerarse como simuladores de batallas campales, que al menos permiten una idea didáctica de cómo se pudieron desarrollar algunas batallas históricas. Entre los diferentes títulos destacan Rome: Total War y Total War: Rome II.